# Jens Köppen
Jens Köppen (n. 6 ianuarie 1966, Kyritz, Brandenburg, Germania) este un canotor ce a reprezentat Germania, medaliat olimpic. A participat la 2 ediții ale Jocurilor Olimpice (1988, 1992) în care a câștigat o medalie de bronz.